# Archidiocèse de Nueva Pamplona
Ne doit pas être confondu avec Archidiocèse de Pampelune et Tudela.
L'archidiocèse de Nueva Pamplona (en latin : archidioecesis Neo-Pampilonensis ; en espagnol : arquidiócesis de Nueva Pamplona) est un archidiocèse métropolitain de l'Église catholique en Colombie.

## Territoire
Il comprend 18 municipalités du département de Norte de Santander : Arboledas, Bochalema, Cáchira, Cácota, Chinácota, Chitagá, Cucutilla, Duranía, Herrán,  Labateca,  La Esperanza (excepté les districts de La Pedregosa et Pueblo Nuevo qui appartiennent au diocèse d'Ocaña), Mutiscua, Pamplona, Pamplonita, Ragonvalia, Salazar de Las Palmas (excepté le district d'El Carmen de Nazareth qui appartient au diocèse de Cúcuta), Santo Domingo de Silos, Toledo (excepté le district de Gibraltar qui appartient au diocèse d'Arauca)
Son territoire a une superficie de 6 571 km2 divisé en 36 paroisses. Le siège archiépiscopal est dans la ville de Pamplona où se trouve la cathédrale Sainte-Claire-d'Assise (es) ainsi que la chapelle des Clarisses qui garde une statuette de l'Enfant-Jésus particulièrement vénéré des fidèleset l’ermitage du Seigneur des Humiliations, une statue du Christ crucifié entouré de légende.
La ville de Salazar de Las Palmas est un lieu de pèlerinage à la Vierge sous le vocable de Notre-Dame de Bethléem, depuis qu'en 1671 une jeune indigène aurait trouvé dans l'eau d'un ravin une image de la Vierge.

## Historique
Le diocèse de Nueva Pamplona est érigé le 25 septembre 1835 par la constitution apostolique Coelestem agricolam du pape Grégoire XVI en prenant une partie du territoire de l'archidiocèse de Santa Fé de Nouvelle-Grenade (aujourd'hui archidiocèse de Bogota) dont Nueva Pamplona devient suffragant.
Au cours du XXe siècle, il cède plusieurs fois des parties de son territoire pour l'érection de nouvelles circonscriptions ecclésiastiques : le 20 avril 1928 pour la préfecture apostolique de Río Magdalena (aujourd'hui diocèse de Barrancabermeja); le 15 juin 1945 pour la préfecture apostolique de Labateca; le 1er août 1951 pour la prélature territoriale de Bertrania en el Catatumbo (aujourd'hui diocèse de Tibú)et le 17 décembre 1952 pour le diocèse de Bucaramanga (aujourd'hui archidiocèse de Bucaramanga).
Il cède encore du territoire le 29 mai 1956 pour la création du diocèse de Cúcuta, le même jour il est élevé au rang d'archidiocèse métropolitain par la constitution apostolique Dum rerum humanarum du pape Pie XII avec pour suffragants les diocèses de Cúcuta, Socorro et San Gil, Bucaramanga et la prélature territoriale de Bertrania en el Catatumbo.

## Évêques et archevêques
évêques
- José Jorge de Torres y Estans (21 novembre 1836 - 19 avril 1853)
  - Sede vacante (1853-1856)
- José Luis Niño (27 mai 1856 - 12 février 1864)
- Bonifacio Antonio Toscano (16 décembre 1864 - 18 novembre 1873)
- Indalecio Barreto (16 janvier 1874 - 20 mars 1875)
- Ignacio Antonio Parra (17 septembre 1875 - 21 février 1908)
- Evaristo Blanco (27 mars 1909 - 15 septembre 1915)
- Rafael Afanador y Cadena (5 juin 1916 - 29 mai 1956)

archevêques
- Bernardo Botero Álvarez, C.M (29 mai 1956 - 28 juin 1959)
- Aníbal Muñoz Duque (3 août 1959 - 27 mars 1968), nommé archevêque coadjuteur de Bogotà
- Alfredo Rubio Diaz (27 mars 1968 - 28 février 1978)
- Mario Revollo Bravo (28 février 1978 - 25 juin 1984), nommé archevêque de Bogotà
- Rafael Sarmiento Peralta (12 janvier 1985 - 21 juin 1994)
- Víctor Manuel López Forero (21 juin 1994 - 27 juin 1998), nommé archevêque de Bucaramanga
- Gustavo Martínez Frías (18 mars 1999 - 29 août 2009)
- Luis Madrid Merlano (30 mars 2010 - 6 juin 2018)
- Jorge Alberto Ossa Soto, depuis le 15 octobre 2019